# Бленгеймський палац
Бленгеймський палац (англ. Blenheim Palace (вимовляється як /ˈblɛnɪm/ BLEN-im)) — монументальний заміський будинок у Вудстоку, Оксфордшир, Англія. Є основною резиденцією герцогів Мальборо. Єдиний некоролівський і неєпископський заміський будинок в Англії, який називали палацом. Бленгеймський палац був споруджений між 1705 та 1722 роками. У 1987 році палац був занесений до списку Світової спадщини ЮНЕСКО.

## Палац як нагорода
Бленгеймський палац був призначений як нагорода для Джона Черчиля, 1-го герцога Мальборо, як вдячність народу за військові перемоги герцога у війні за іспанську спадщину проти французів і баварців. Кульмінацією війни була Битва за Бленгейм у 1704 році. Проте незабаром після початку будівництва політична боротьба призвела до вигнання герцога Мальборо і архітектора сера Джона Ванбру.

## Зразок англійського бароко
Спроєктований у рідкісному стилі англійського бароко, що зберіг свій стиль донині з 1720 років. Це унікальний за своїм використанням палац — як сімейний будинок, мавзолей та національна пам'ятка. В Бленгеймському палаці також народився і жив сер Вінстон Черчилль.

## Родинна резиденція Черчіллів
Після будівництва палацу він став домівкою для сім'ї Черчіллів (згодом Спенсер-Черчиллів), які мешкала в ньому протягом наступних 300 років. Наприкінці 19-го століття, палац був врятований від знищення за рахунок коштів, отриманих від шлюбу Дев'ятого герцога Мальборо з Консуело Вандербільт, дочкою американського мільйонера Вільяма Вандербільта. Зовнішній вигляд палацу залишався в доброму стані.

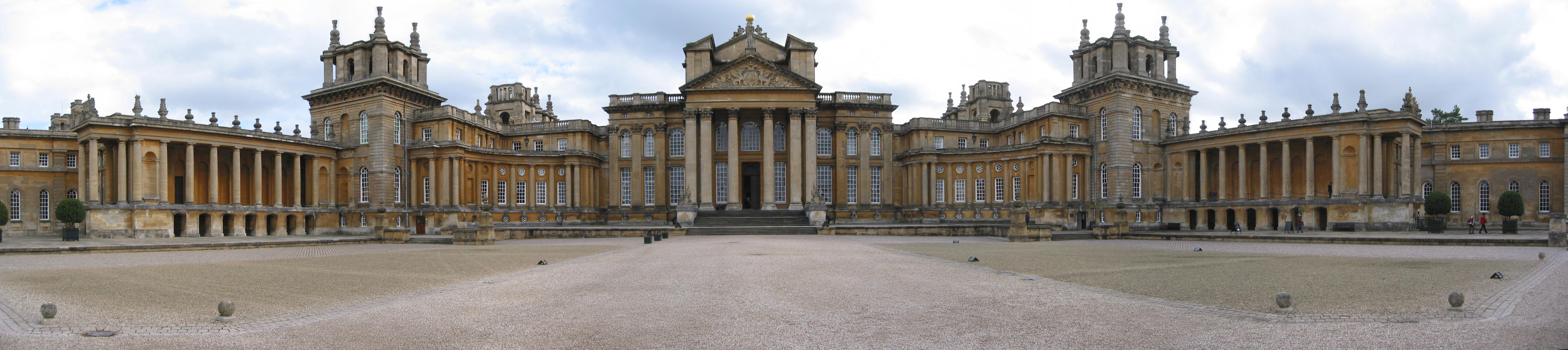
Панорама палацу